# Kristofer av Oldenburg
Kristofer av Oldenburg, Christopher, född 1502 eller 1504, död 4 augusti 1566, greve av Oldenburg 1526-1566, var ledare för Lübeck under grevefejden.

## Biografi
Kristofer av Oldenburg var den mellerste av greve Johan XIV av Oldenburgs tre söner och sonson till danske kungen Kristian I:s bror Gerhard av Oldenburg. Han blev genom sin syssling Kristian II:s inflytande domherre i Köln, då fadern bestämt att han skulle engageras inom kyrkan. 1524 flyttade han åter till Oldenburg, men tillbringade sin mesta tid hos lantgreve Filip av Hessen för att utbilda sig militärt. I slaget vid Frankenhausen fick han stridserfarenhet. Han skall ha utmärkt sig även under turkarnas belägring av Wien 1529. Genom umgänget med lantgreven övergick han till protestantismen och gynnade reformationen i Oldenburg. Han anslöt sig till lübeckarna Wullenwever och Meyer för att återinsätta sin fångne släkting Kristian II på tronen. Det resulterade 1534 i den efter honom uppkallade Grevefejden. Sedan Köpenhamn givit upp 1536 levde Kristofer av Oldenburg mest i Rastede i Oldenburg, men 1546–1547 var han delaktig i det schmalkaldiska kriget.